# 陈百万花园
陈百万花园，位于中国山西省运城市新绛县县城龙兴镇县城贡院巷内路北园内。已列为新绛县文物保护单位。

## 建筑
陈百万花园是一处明清民居，仅存三间北房和南房，及一座圆亭，保护情况不佳。

## 保护
1995年12月，陈百万花园公布为新绛县文物保护单位。